# 阿尔特许特
阿尔特许特是德国巴登-符腾堡州的一个市镇。总面积18.15平方公里，总人口4146人，其中男性2074人，女性2072人（2011年12月31日），人口密度228人/平方公里。